# 大護尾鮠
大護尾鮠，為輻鰭魚綱鯰形目平鰭鮠科的其中一種，為熱帶淡水魚，分布於非洲安哥拉剛果河南部支流流域，體長可達9.1公分，棲息在底層水域，生活習性不明。